# Usine Chrysler à Anvers
L'usine Chrysler à Anvers en Belgique était une usine d'assemblage de véhicules automobiles, en activité de 1926 à 1959. 
Le site était également le siège de la Société Anonyme (SA) Chrysler, responsable de l'activité commerciale du groupe Chrysler en Belgique et au Luxembourg.

## Histoire
Dans les années 1920, les constructeurs automobiles américains veulent accentuer leur présence commerciale en Europe. Du fait des taxes d'importation, la plupart des constructeurs décident de l'implantation d'une usine d'assemblage CKD sur place. La Belgique présente de nombreux atouts pour ce type d'implantation :
- le port d'Anvers constitue un point d'entrée avantageux,
- le marché automobile belge, en développement, est avide de modèles américains,
- la situation centrale de la Belgique en Europe permet d'écouler facilement la production vers les pays voisins.

Après Ford en 1922, et General Motors en 1925, Chrysler franchit le pas, et ouvre aussi sa propre usine d'assemblage dans la zone portuaire d'Anvers en 1926.
Le site accueille également le siège de l'activité commerciale du groupe Chrysler, pour la Belgique et le Luxembourg, au travers de la Société Anonyme (SA) Chrysler. Les marques distribuées sont : Plymouth, Dodge, DeSoto, Chrysler, Fargo et Chrysler Marine.
L'usine subit quelques dégâts pendant la Seconde Guerre mondiale, mais la production reprend dès la fin du conflit, en 1945. C'est alors l'âge d'or de la voiture américaine en Belgique : dans la première moitié des années 1950, c'est le pays qui est le plus gros importateur, proportionnellement, de ce type de véhicule. Mais la Crise de Suez en 1956, et ses conséquences sur le prix de l'essence, donnera un coup d'arrêt au succès de ce type de voiture, aussi bien en Belgique que dans le reste de l'Europe.
Contrairement à General Motors qui assemble, sur son site d'Anvers, à la fois des modèles de ses marques américaines et des modèles de la marque Opel, l'usine de Chrysler ne produit que des modèles américains. Le déclin des ventes la touche donc de plein fouet et, en 1959, la décision est prise de fermer le site et de transférer la production restante à Rotterdam, aux Pays-Bas, à l'usine Nekaf (nl),.
En ce qui concerne la gestion commerciale du marché belge et luxembourgeois, elle est alors intégrée à une nouvelle entité responsable du marché européen : Chrysler International, basée à Genève en Suisse.

### Chronologie
- 1926 : Ouverture du site.
- 1945 : Reconstruction du site à la suite des dommages subis pendant la guerre, et reprise de la production.
- 1952 : 
  - Production de 6 000 véhicules[4].
  - Parution en janvier du premier Bulletin d'Informations Chrysler, destiné au réseau de concessionnaires belges et à leur clientèle (Il paraitra tous les 3 mois jusqu’en 1958).
- 1953 et 1954 : Participation de la SA Chrysler aux illuminations de Noël de la ville d’Anvers.
- 1955 : Création d'un distributeur au Maroc, la Centrale Automobile Chérifienne à Casablanca.
- 1956 : Début de la production de modèles diesel, en collaboration avec Perkins. Il s’agit de l’adaptation du moteur Perkins P4 sur les modèles Plymouth et DeSoto Diplomat (caractéristiques : vitesse maximum 120 km/h, consommation 10 litres au 100 km, 17 chevaux fiscaux belges).
- 1959 : Fermeture du site et du siège commercial.

## Modèles assemblés
En 1958, les modèles disponibles en montage Belgique (expression utilisée dans les brochures commerciales) étaient les suivants :
Plymouth
- Plaza (berline 4 portes)
- Savoy (berline 4 portes / faux cabriolet 2 portes)
- Belvedere (berline 4 portes / faux cabriolet 2 portes)
- Utility[Note 3]

Dodge
- Kingsway[Note 4]

DeSoto
- Diplomat[Note 5] (berline 4 portes / faux cabriolet 2 portes)
- Diplomat De Luxe[Note 6] (berline 4 portes / faux cabriolet 2 portes)
- Diplomat Custom[Note 7] (berline 4 portes / faux cabriolet 2 portes)

Chrysler
- Windsor
- New Yorker